# Peace (rzeka w Kanadzie)
Peace (ang. Peace River, fr. Rivière de la Paix) – rzeka w zachodniej Kanadzie, na terenie prowincji Kolumbia Brytyjska i Alberta. Powstaje z połączenia rzek Finlay i Parsnip, uchodzi zaś do Athabaski u zachodniego krańca jeziora Athabaska. Połączone wody obu rzek jako Rzeka Niewolnicza spływają do Wielkiego Jeziora Niewolniczego, którego odpływ, rzeka Mackenzie, uchodzi do Morza Beauforta
Długość rzeki: 1920 km, powierzchnia dorzecza 324 tys. km².